# Рік та Морті (2-й сезон)
Другий сезон мультсеріалу «Рік і Морті» вперше вийшов в ефір 26 липня 2015 року в США в рамках нічного блоку програм Adult Swim на каналі Cartoon Network з епізодом «A Rickle in Time» і завершився 4 жовтня епізодом «The Wedding Squanchers». У цьому сезоні було показано загалом десять епізодів.
Наступний, третій сезон мультсеріалу вийшов у 2017 році.

## Епізоди
| № серії (загалом) | № серії (в сезоні) | Назва серії                                                                          | Режисер(и)        | Сценарист(и)                                | Оригінальна дата показу |
| ----------------- | ------------------ | ------------------------------------------------------------------------------------ | ----------------- | ------------------------------------------- | ----------------------- |
| 12                | 1                  | «Рікануті в часі» «w:A Rickle in Time»                                               | Вес Арчер         | Мет Роллер                                  | 26 липня 2015           |
| 13                | 2                  | «Мортова втеча у ніч» «w:Mortynight Run»                                             | Домінік Польчіні  | Девід Філіпс                                | 2 серпня 2015           |
| 14                | 3                  | «Автоеротичне самопоглинання» «w:Auto Erotic Assimilation»                           | Брайан Ньютон     | Райан Рідлі                                 | 9 серпня 2015           |
| 15                | 4                  | «Згадати все» «w:Total Rickall»                                                      | Джуан Меза-Ліон   | Майк МакМахан                               | 16 серпня 2015          |
| 16                | 5                  | «Територія А» «w:Get Schwifty»                                                       | Вес Арчер         | Том Кауфман                                 | 23 серпня 2015          |
| 17                | 6                  | «Цей Рік певно сказився» «w:The Ricks Must Be Crazy»                                 | Домінік Польчіні  | Ден Гутерман                                | 30 серпня 2015          |
| 18                | 7                  | «Великі негаразди у маленькому Санчезі» «w:Big Trouble in Little Sanchez»            | Брайан Ньютон     | Алекс Рубенс                                | 13 вересня 2015         |
| 19                | 8                  | «Міжвимірне кабельне 2: Спокушуючи долю» «w:Interdimensional Cable 2: Tempting Fate» | Джуан Меза-Ліон   | Ден Гутерман, Райан Рідлі & Джастін Ройланд | 20 вересня 2015         |
| 20                | 9                  | «Чистильник» «w:Look Who's Purging Now»                                              | Домініко Польчіні | Ден Хармон, Райан Рідлі & Джастін Ройланд   | 27 вересня 2015         |
| 21                | 10                 | «Сквончове весілля» «w:The Wedding Squanchers»                                       | Вес Арчер         | Там Кауфман                                 | 4 жовтня 2015           |

## Виробництво
У січні 2014 року серіал був продовжений на другий сезон, який розпочався 26 липня 2015 року.
Режисерами виступили Вес Арчер, Домінік Полчіно, Брайан Ньютон і Хуан Меза-Леон, а сценаристами — співавтори серіалу Джастін Ройланд і Ден Гармон, Метт Роллер, Девід Філліпс, Райан Рідлі, Майк МакМахан, Том Кауфман, Ден Гутерман і Алекс Рубенс. Усі епізоди другого сезону спочатку транслювалися в США на каналі Adult Swim. Усі епізоди мають рейтинг TV-14, за винятком «Interdimensional Cable 2: Tempting Fate», який отримав рейтинг TV-MA-L.

## Реакція критиків
Другий сезон має рейтинг схвалення 91% на Rotten Tomatoes на основі 117 відгуків, із середньою оцінкою 7,80 з 10. Консенсус критиків сайту звучить так: «Рік і Морті набувають ще більш слизьких шарів складності протягом другого сезону, де дисфункціональний дует стикається з діаметрально протилежними філософіями під час низки заплутаних і кумедних пригод».
Енні Говард із Chicago Reader написала: «Гіперактивна, спонтанна енергія серіалу є особливою принадою, навіть у дедалі більш переповненому сегменті анімаційних комедій, де інші чудові серіали, такі як BoJack Horseman і Bob's Burgers, змагаються за увагу глядачів».
1. ↑  RickandMorty returns July 26th. In the meantime (англ.). 14 травня 2015. Архів оригіналу за 4 березня 2016.
2. ↑  Rick and Morty: Season 2 | Rotten Tomatoes. www.rottentomatoes.com (англ.). Процитовано 30 червня 2025.
3. ↑  Howard, Annie (25 липня 2015). If you aren't watching Rick and Morty, now's the time to start. Chicago Reader (амер.). Процитовано 30 червня 2025.